# Hilliard (Ontario)
Hilliard es un municipio canadiense situado en la provincia de Ontario.

## Superficie
Hilliard tiene una superficie de 91,27 km².

## Demografía
En 2021, tenía 215 habitantes, una densidad poblacional de 2,4 hab./km², y 93 viviendas.